# Global Scholars Hall
A Global Scholars Hall (GSH) az Oregoni Egyetem kollégiuma az Amerikai Egyesült Államok Oregon államának Eugene városában. A 2012 őszén átadott, 17 ezer négyzetméter alapterületű létesítményben tantermek, könyvtár és előadó-művészeti tér is van. A kivitelezést államkötvényekből és lakbérbevételekből finanszírozták.
A 450 férőhelyen felsőbb évesek, a két tannyelvű képzésben részt vevők és a tehetséggondozó iskola hallgatói laknak.

## Per
2015 márciusában az egyetem 8,5 millió dolláros keresetet nyújtott be a Hoffman Construction Company, a Zimmer Gunsul Frasca Architects és a Catena Consulting Engineers ellen, mert az egyenetlen beton miatt a padló, a falak és a mennyezet megrepedtek, valamint a hibák gátolták az ajtók, ablakok és a berendezés használatát. Feltételezések szerint a problémákat a használt betonöntvény okozta; az egyetem szerint az építészek tudtak a problémáról, de semmit sem tettek az elhárítására. A kereset benyújtásakor a lakókat e-mailben értesítették. A vizsgálatok szerint az építmény biztonságos.
2016 decemberében a cégek peren kívül 6,9 millió kártérítést fizettek.

## Fordítás
- Ez a szócikk részben vagy egészben  a   Global Scholars Hall című angol Wikipédia-szócikk ezen változatának fordításán alapul.  Az eredeti cikk szerkesztőit annak laptörténete sorolja fel. Ez a jelzés csupán a megfogalmazás eredetét és a szerzői jogokat jelzi, nem szolgál a cikkben szereplő információk forrásmegjelöléseként.